# Rum Patera
La Rum Patera è una struttura geologica della superficie di Ganimede.